# Sterne élégante
Thalasseus elegans
Espèce
Statut de conservation UICN

 NT  : Quasi menacé
Synonymes
- Sterna elegans

La Sterne élégante (Thalasseus elegans) est une espèce d'oiseaux appartenant à la famille des Laridae.
Cet oiseau niche dans certains endroits de la côte pacifique (de Californie au Nayarit) tel Isla Rasa (es) et Montague (île du Mexique) ; son aire d'hivernage s'étend le long du littoral pacifique américain.